# (9481) Menchú
9481 Menchu (2559 P-L) – planetoida z pasa głównego asteroid okrążająca Słońce w ciągu 3,46 lat w średniej odległości 2,29 j.a. Odkryta 24 września 1960 roku.